# جيمس إم. باور
جيمس إم. باور (بالإنجليزية: James M. Bower)‏ هو عالم أعصاب أمريكي، ولد في 17 فبراير 1954.